# Azam-i Humayun
Azam-i Humayun fou un alt dignatari bahmànida. Era fill de Sayf al-Din Ghori, wazir del primer sobirà del Dècan Ismail Mukh (després Ismail Shah). Quan Ismail Shah va renunicar (1347) a favor d'un dels nobles principals, que va pujar al tron com Ala al-Din Hasan Bahman Shah,, aquest va nomenar Azam-i Humayun com a governador de la província de Telingana i li va donar el títol de khwadja-i djahan.